# Lauritz Hinrich Schmidt
Lauritz Hinrich Schmidt (14. november 1820 i København – 11. juni 1904) var en dansk præst.
Schmidt var født i København 14. november 1820 og broder til departementschef Andreas Christian Schmidt. Han blev dimitteret fra Københavns Borgerdydskole 1838 og cand.theol. 1844. Efter at have været kapellan i Østofte fra 1849, i Rødby fra 1853 blev han 1858 præst ved Frederiks Hospital og Fødselsstiftelsen i København, 1867 2. resid. kapellan ved Holmens Kirke og 1877 resid. kapellan ved Helligaands Kirke, hvis sognepræst han var 1886-1895, da han tog sin afsked på grund af alderdom. Som præst har han ikke samlet nogen talrig tilhørerkreds, men den lille kreds, der samledes om ham, har vidst at vurdere hans alvorlige, af Søren Kierkegaards filosofi prægede forkyndelse og givet sin taknemmelighed udtryk ved at stifte et legat, som bærer hans navn, for studerende. I litteraturen er han optrådt bl.a. med en oversættelse af Deutsche Theologia (1877) og en studie: Petrus, elsker du mig? (1866) samt med taler og prædikener. Han var medlem af bestyrelserne for Kong Frederik den Syvendes Stiftelser i Jægerspris og København (Dannerhuset). Schmidt døde 11. juni 1904.